# مرادعلی منصوری رضی
مرادعلی منصوری رضی (زادهٔ ۱۳۴۳ در رامیان) نمایندهٔ حوزهٔ انتخابیهٔ رامیان، آزادشهر، چشمه‌ساران و فندرسک در دورهٔ هفتم مجلس شورای اسلامی بوده‌است. وی پیش‌تر در دورهٔ هشتم نیز عضو این مجلس بود.